# گومز آدامز

گومز آدامز پدرسالار خانواده آدامز خیالی است که توسط کاریکاتوریست چارلز آدامز برای مجله نیویورکر در دهه ۱۹۴۰ ایجاد شد و متعاقباً در تلویزیون، فیلم و روی صحنه به تصویر کشیده شد.

## کارتون‌ها
در کارتون‌های اصلی چارلز آدامز، گومز پدرسالار بی‌نام خانواده بود. او ظاهری تا حدی عجیب داشت، با بدنی چاق، بینی دراز، دندانی کج و چانه عقب‌رفته. او اغلب در حال خواندن در لانه یا در حال استراحت روی طاقچه به تصویر کشیده می‌شد.

## منشا نام
در کارتون‌های چارلز آدامز، گومز — مانند همه اعضای خانواده — هیچ نامی نداشت.  زمانی که مجموعه تلویزیونی خانواده آدامز در حال ساخت بود، چارلز آدامز پیشنهاد کرد نام شخصیت را رپلی یا گومز بگذارد. آدامز انتخاب نهایی را به جان آستین گذاشت که او گومز را انتخاب کرد. 
از آنجایی که «گومز» به طور دقیق یک نام خانوادگی در دنیای اسپانیایی است، نام این شخصیت به «هومرو» (هومر) در ترجمه‌های اسپانیایی آمریکایی تغییر یافت. در اسپانیا، جایی که نام خانوادگی منشا گرفته است، او را گومز می‌نامند.

## شخصیت
شوهر مورتیشیا (اگر واقعاً ازدواج کرده باشند) ... یک مکار حیله‌گر، اما در نوع خود مردی با نشاط است ... هرچند گاهی اوقات گمراه، احساساتی و اغلب جسور و خوش‌بین است. او در اشتیاق کامل برای توطئه‌های وحشتناک او ... گاهی اوقات در یک لباس رسمی نسبتاً رسمی دیده می‌شود ... او تنها کسی است که سیگار می‌کشد.— چارلز آدامز
مانند سایر اعضای خانواده، شخصیت گومز تا حد زیادی توسط سریال‌های تلویزیونی مدون شد.  او از تبار کاستیلیایی و اصالت اسپانیایی به تصویر کشیده شده است که اولین‌بار در «هنر و خانواده آدامز» در ۱۸ دسامبر ۱۹۶۴ مطرح شد. در این قسمت، گومز می‌گوید «سرزمین اجدادی» او اسپانیا است و مورتیشیا از او به عنوان «کاستیلیای دیوانه» یاد می‌کند. 
جان آستین جلسات طولانی با آدامز و تهیه‌کننده سریال دیوید لوی داشت که به او اجازه داد تا این شخصیت را توسعه دهد. با بزرگ‌نمایی توصیف آدامز از گومز به‌عنوان یک نوع عاشق لاتین، آستین سبیل‌های غلتاندنی، مدادی و ارادت پرشور به مورتیشیا را پیشنهاد کرد. 

## تصویرسازی‌ها

رائول جولیا (سمت چپ) در نقش گومز در فیلم لایو اکشن ۱۹۹۱.

در سریال تلویزیونی دهه ۱۹۶۰ آمریکایی ، گومز توسط جان آستین به تصویر کشیده شد. آستین همچنین صداپیشگی این شخصیت را در قسمتی از فیلم‌های جدید اسکوبی دو انجام داد که در آن خانواده حضور داشتند. در اولین سری انیمیشن توسط هانا باربرا، گومز توسط لنی واینریب صداپیشگی کرد. در سری دوم انیمیشن نیز توسط هانا باربرا ، صدای گومز دوباره توسط جان آستین اجرا شد.